# Куруая (язык)
Куруая (Caravare, Curuaia, Kuruaia, Kuruáya) — почти вымерший язык тупи, на котором говорят индейцы куруая в городе Альтамира общины Терра-Инджижена-Шипая; в деревне Кахуэйро общины Терра-Инджижена-Куруа муниципалитета Альтамира, на правом берегу реки Куруа, штата Пара в Бразилии. 8 старейших жителей в городе говорят или на языке куруая, или на шипая. Население перешло на португальский язык.